# 小行星9474
小行星9474（英語：9474 Cassadrury）是一颗围绕太阳公转的小行星。1998年8月17日，林肯近地小行星研究小组在索科罗发现了此天体。
这颗小行星的绝对星等为155.8845767809599等。